# درغد

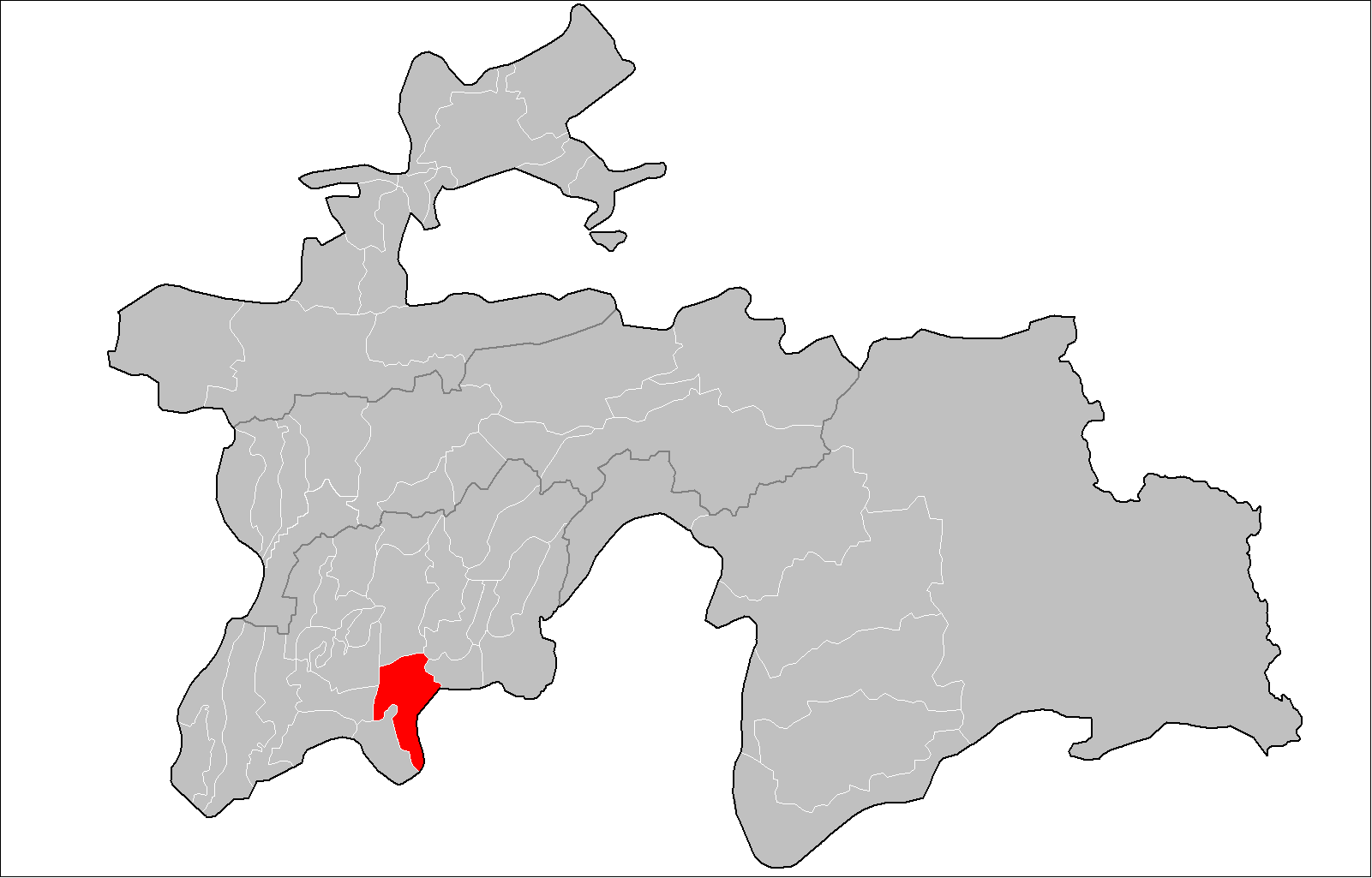
موقعیت درغد در نقشه تاجیکستان

دَرغَد جماعت و شهرکی در جنوب‌غربی کشور تاجیکستان است که در ناحیهٔ فرخار ولایت ختلان قرار دارد. جمعیت این جماعت ۹٬۲۷۰ است.